# Förbundet av politiska fångar och landsflyktiga
Förbundet av politiska fångar och landsflyktiga, Lietuvos politinių kalinių ir tremtinių sąjunga (LPKTS) var ett politiskt parti i Litauen, bildat 1990. 
2004 gick man samman med Fosterlandsförbundet (litauiska konservativa) samt Kristliga demokrater och bildade Fosterlandsförbundet (konservativa, politiska fångar och landsflyktiga, kristliga demokrater). 